# 베르베르인

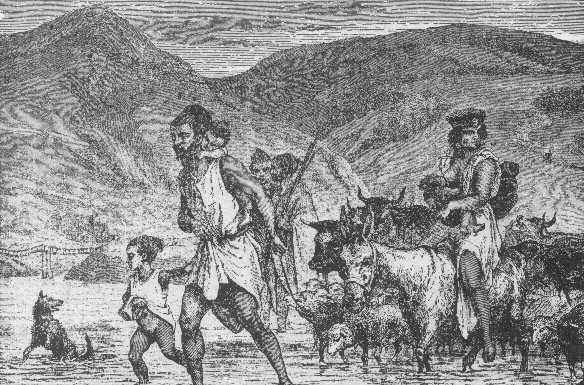
시내를 가로지르고 있는 베르베르 가족 풍경, 알제리

베르베르인(Berber, 베르베르어: ⵉⵎⴰⵣⵉⵖⴻⵏ Imazighen, 이마지겐)은 나일 계곡 서쪽 북아프리카의 토착 민족으로 대서양에서 이집트 시와 오아시스, 지중해 연안에서 니제르강까지 불규칙하게 분포한다. 베르베르인은 여러 갈래의 베르베르어를 쓰며, 베르베르인의 인구는 약 2천200만 명 ~ 2천500만 명으로 대부분 모로코(35%, 약 1천200만 명)와 알제리(22%, 약 900만 명)에 산다.
유명한 베르베르인으로는 로마의 작가 아풀레이우스, 교부 성 아우구스티누스, 축구 선수 지네딘 지단 등이 있다.

## 역사
베르베르인들은 서 이집트와 대서양 사이 북 아프리카에 살았다. 그 지역의 가장 초기의 거주자들이 사하라 사막을 가로지르는 암각화에서 발견되었다. 또한 그들에 대한 언급은 고대 이집트, 그리스, 로마의 출처들에서 발견된다. 베르베르 집단은 왕조 전의 시기 동안 고대 이집트인들과 새로운 왕국동안 서쪽 국경에 메쉬웨쉬와 리부 족에 대항하여 싸웠던 이집트인들이 쓴 글에서 첫 번째로 언급되었다. 기원전 약 945년부터 이집트인들은 쇼센크 1세 통치 아래에 22 왕조를 창설하였던 메쉬웨쉬 이민자들에 의해 지배당했고 이집트에서 베르베르 장기 지배가 시작한다. 그들은 서부 사막의 주요 인구로 오래 남아있었다. 비잔틴의 연대기 편자들은 종종 마지케스가 거기서 야영하는 수도원을 급습하는 것에 불만을 털어놓았다.
많은 세기 동안 베르베르인들은 이집트에서 대서양까지 북아프리카 연안에 거주하였다. 북 아프리카 해안 지역들은 카르타고를 세웠던 페니키아인들, 주로 리비아의 키레네 지역에 그리스, 고대 로마, 반달족과 알라니족, 동로마 제국, 아랍인, 바이킹, 오스만 제국, 프랑스, 스페인을 포함하는 침략자들과 식민지 개척자의 긴 행렬을 보였다. 이웃하는 수단의 제국과 접촉, 사하라 사막 이남의 아프리카인들, 동 아프리카로부터 유목민들은 베르베르인들에게 영향을 끼쳤다.
역사상의 시기에, 베르베르인들은 남 사하라 사막으로 확장하였고, 주로 문화적으로 아랍인들에 의해 북 아프리카의 상당을 흡수당한 상태였으며, 특히 11세기에 바누 힐랄의 침입이 뒤따라온다.
베르베르어와 전통을 간직했던 북 아프리카 지역은 일반적으로 카빌리와 모로코의 고지이며, 로마와 오스만 시기에 거의 대부분 독립한 상태였으며, 페니키아인들이 결코 그 해안 너머로 침입하지 못한 곳이다. 그러나, 이 지역은 많은 북 아프리카 침입의 얼마간에 의해 영향을 받았으며, 거의 대부분 최근에 프랑스에 포함되어 있었다. 아랍 노예 무역은 베르베르인과 아랍인들에 의해 운영되었다.

### 베르베르인과 이슬람의 정복
이전의 종교와 문화와 달리, 아랍인들에 의해 퍼졌던 이슬람교는 마그레브에 스며들어서 장기간 영향을 끼쳤다. 새로운 신앙은 다양한 형태로 거의 사회 모든 부분에 스며들었고, 부족의 관습을 송두리째 바꿨다.
그럼에도 불구하고, 이슬람화와 아랍화는 복잡하고 긴 과정이었다. 그런데 유목민 베르베르인은 재빨리 변화해서 아랍 정복자들에게 협조했다. 알모하드 왕조 하의 기독교와 유대 사회는 전적으로 사회에서 소외당하게 되었다.
642년과 649년 사이, 첫 번째 아랍 군의 마그레브 원정으로 이슬람이 확산되었다.

## 같이 보기
- 바르바리
- 베르베르어
- 투아레그인
- 무어인
- 5세기의 정치적 국가 목록